# Spectrum Pursuit Vehicle
De Spectrum Pursuit Vehicle (of SPV) is een fictief voertuig uit de sciencefictionserie van Gerry Anderson Captain Scarlet and the Mysterons (1967). Het voertuig is vooral gemaakt voor achtervolgingen en aanvallen.

## Captain Scarlet and the Mysterons
De SPV is een grijs-blauw voertuig met 10 sets wielen (zes sets over de voor-, midden- en achteras, die dubbel zijn) en een back-upsysteem van rupsbanden die hydraulisch neer kunnen worden gelaten voor extra ondersteuning. De chauffeur en passagiers zitten met hun gezicht naar de achterkant gericht om de klap bij een botsing zo klein mogelijk te houden. Via een groot tv-scherm kunnen ze de weg voor en achter hen in de gaten houden.
Een co-chauffeur bestuurt de wapens. SPV’s zijn gewapend met voornamelijk raketten. Ze worden overal ter wereld ingezet door de Spectrumorganisatie. Ze staan meestal opgeslagen in Spectrum-hangars, die zijn vermomd als gewone commerciële gebouwen. Op vertoon van hun identificatie kunnen Spectrumagenten een SPV krijgen.
Voor de scènes met de SPV’s werd een 56 centimeter lang schaalmodel gebruikt, ontworpen door Derek Meddings.

## De Rhino
In de remakeserie New Captain Scarlet (2005), kwam de SPV niet voor, maar wel een ander voertuig dat er duidelijk op was gebaseerd: de Spectrum Rhino. De Rhino heeft veel meer wapens dan de originele SPV, en kan in tegenstelling tot het origineel ook over het water reizen. De Rhino’s staan niet opgeslagen in hangars, maar worden vanuit de Skybase neergelaten met een transportvliegtuig genaamd de "Albatross".